# Taeniopygia

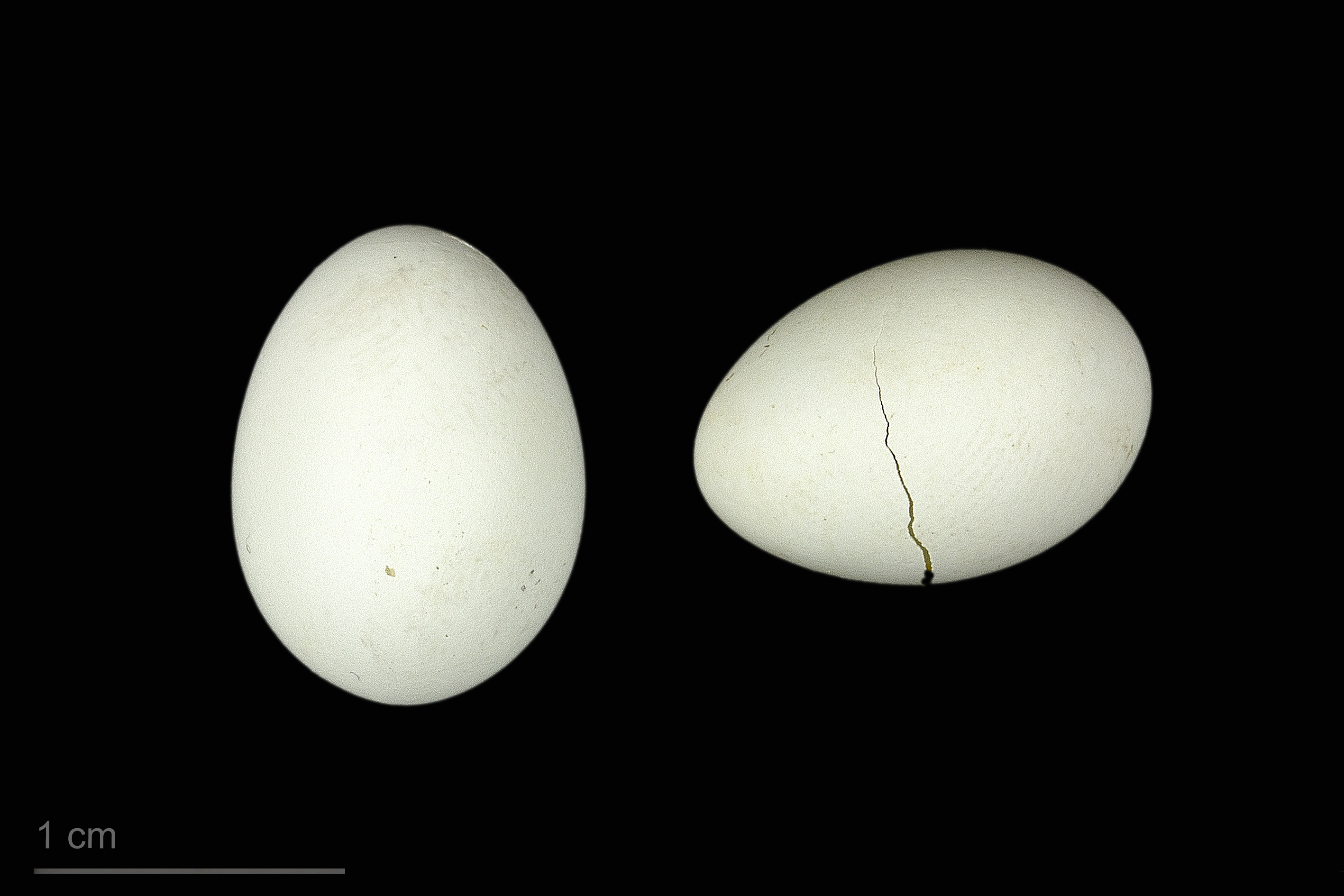
Taeniopygia guttata castanotis - MHNT

Taeniopygia é um género de aves passeriformes, da família dos estrildideos.